# Cas Peatge
El Cas Peatge és un escàndol de presumpta corrupció que esclatà a Mallorca el 16 de març de 2009, en relació amb el desviament de diners destinats al finançament de les obres de la carretera Palma-Manacor (Ma-15), executades pel Consell Insular de Mallorca.
El 28 de juny de 2009, TV Mallorca va emetre un documental, dins el seu programa Cròniques, anomenat "Carreteres a la mallorquina". Parlaven els afectats, així com els denunciants del cas.

## Primeres actuacions
El 16 de març de 2009 la Fiscalia Anticorrupció de les Illes Balears va ordenar practicar escorcolls policials a les seus de les empreses que havien conformat la UTE encarregada d'executar, entre 2004 i 2006, el desdoblament de la carretera Palma-Manacor (Ma-15, antigament C-715), sota la sospita que havien desviat els diners de les obres a altres finalitats.
Segons fonts del cas, la investigació havia nascut setmanes enrere arran d'una denúncia interposada per un empresari de pedreres a qui el Consell de Mallorca expropià terrenys per fer-hi passar la carretera de serveis que va de Manacor a Vilafranca de Bonany.
A conseqüència d'aquestes actuacions, foren detingudes onze persones, entre elles dos funcionaris del Consell de Mallorca (el director de les obres i un vigilant) que varen ser les úniques que no quedaren en llibertat després de prestar declaració. Al primer se li responsabilitzava de construir un centre de meditació a Búger i al segon de realitzar obres de millora a casa seva, ambdós presumptament amb fons procedents del finançament del desdoblament.
Per una altra banda, el mateix dia es va conèixer que la setmana anterior a aquestes detencions la Fiscalia havia interposat una querella davant el Jutjat d'Instrucció número 5 de Palma contra Antoni Pascual Ribot, Conseller Insular de Carreteres des de l'any 1999 i Vicepresident del Consell de Mallorca, per suposats delictes de corrupció de funcionaris públics.
El 17 de març va ser detingut el cap de producció de la UTE, i l'endemà fou Gonzalo Aguiar González, Director Insular de Carreteres, qui va ser interrogat per la policia respecte a l'aportació de terres per part d'una empresa de la UTE a un xalet de la seva propietat; si bé tots dos foren alliberats, amb càrrecs, hores després.

## Acusacions de la Fiscalia Anticorrupció
El 2 de juliol de 2009 es varen conèixer les línies fonamentals de les acusacions formulades per la Fiscalia Anticorrupció. Els delictes imputats eren malversació de cabals públics, falsedat documental, suborn i prevaricació, fruit de les actuacions que els tres principals responsables (Aguiar, Orejudo i Mestre) dugueren a terme mitjançant reformes dels seus domicilis, fent ús d'empreses que facturaven i cobraven el preu de les esmentades obres de la UTE adjudicatària, i també, exigint doblers de particulars i empreses titulars d'establiments oberts al públic en els laterals de la carretera. A part d'això, els tres querellats varen exigir partides de diners a persones titulars d'establiments, sota les amenaces de no executar carrils o vies d'accés cap als seus negocis.

## Cronologia
El 25 de novembre de 2003 es va aprovar el projecte de conversió de la C-715 en carretera de doble calçada. Tram Cami de Sa Siquia-Montuiri. Es varen presentar 53 alegacions i totes es varen considerar i incorporar al projecte. El 15 de desembre, es va aprovar l'Avantprojecte pel canvi a doble calçada pel tram Montuiri-Manacor. El 2 de febrer de 2004 es duu al plenari del CIM i es ratificà l'aprovació inicial.
A l'abril de 2004 surt a la premsa que els principals grups estatals especialitzats en construcció i obra pública pugnaven per ser els adjudicataris del projecte de desdoblament de la carretera de Manacor. ACS, Dragados, OHL, Fomento de Construcciones y Contratas (FCC) o el Grupo Vallhermoso havien presentat ofertes. Tot i que l'adjudicació havia de ser de tot el projecte, la primera fase "des de sa Casa Blanca fins a Montuïri" ja estava redactada i la segona fase l'hauria de determinar l'empresa elegida. En el recorregut de 38 quilòmetres es preveien cinc rotondes i 13 enllaços a diferent nivell. La primera fase costaria 50 milions d'euros i s'acabaria el 2006; la segona en valdria 40 i s'executaria sense interrupcions. L'obra s'havia de fer, tal com així va ser, per primera vegada a Mallorca, a través del sistema de "peatge a l'ombra". Aquesta fórmula permetia que l'empresa adjudicatària, a més d'encarregar-se de l'actuació, fos la responsable d'explotar la carretera durant 30 anys. Amb aquest sistema, el Consell aportaria 37 milions d'euros els tres primers anys i l'empresa es faria càrrec dels 70 restants i es responsabilitzaria de les despeses de manteniment i conservació de la via, valorades en 15 milions només els set primers anys. El Consell es va comprometre a pagar un cànon anual a l'empresa adjudicatària en funció del nombre de vehicles que empressin la carretera i del nombre d'accidents que s'hi computessin.
Finalment, al plenari del Consell de dia 3 de maig de 2004 es va adjudicar l'obra a la UTE formada per Electro Hidráulica, Obras y Pavimentos Man, Matías Arrom Biblioni, Aglomsa, Sacyr, Melchor Mascaró i Itínere. En el consorci adjudicatari concessionari, Itínere participà amb un 35% i Sacyr amb un 5%. Les empreses mallorquines participaven en la mateixa proporció en la concessió com en la construcció: Melchor Mascaró tenia un 30%, amb un 10% participen Aglomsa i Matías Arrom Biblioni i amb un 5% tant Electro Hidráulica com Obras y Pavimentos Man. El cànon que pagaria el Consell per vehicle s'estipulà en 0,020949 €/vh*km en el cas de vehicles lleugers i de 0,0335184 €/vh*km en el cas dels pesats, a més d'una aportació de 37 milions d'euros repartits entre el 2005 i el 2010.
L'11 de juny de 2004 se'n va col·locar la primera pedra i es varen iniciar les obres del desdoblament, en el punt quilomètric 25 de la MA-15, que abans era la C-715. El 27 de juliol de 2005 es va obrir al trànsit el primer tram, sa Síquia-Algaida. El segon tram, Algaida-Montuïri, es va posar en servei el 21 de desembre de 2005. L'1 de juliol de 2006 es va obrir el tercer tram, entre Montuïri, Porreres i Vilafranca, i el 2 de desembre de 2006 es va inaugurar el darrer tram, entre Vilafranca i Manacor.
Dos mesos després d'inaugurar-se el desdoblament, la concessionària, digué que hi passaven uns 17.000 cotxes diaris per la via.
El Grup de Delinqüència Econòmica de la Policia Nacional obrí el 16 de març de 2009 l'anomenada operació Peatge amb l'arrest d'onze persones vinculades amb les obres del desdoblament. L'operació investigava suposats delictes de suborn i malversació de cabals públics presumptament comesos per empresaris i professionals de la UTE adjudicatària i per alts càrrecs i funcionaris del Consell insular de Mallorca. Dos funcionaris públics foren arrestats al vespre i passaren la nit als calabossos. Els altres nou, en canvi, foren arrestats a darrera hora del matí i sortiren en llibertat amb càrrecs de manera progressiva al llarg de l'horabaixa. Respecte de la confessió d'alguns dels empresaris, proveïdors i professionals vinculats al cas, semblà que algun assegurà que havia facturat qüestions privades per una directriu del director de les obres arrestat, Francisco Orejudo. L'operació es declarà secreta.
72 hores després de ser arrestats, el límit que pot un arrestat romandre en dependències policials, Francisco Orejudo Martínez, cap del projecte d'obres de desdoblament de Palma-Manacor, i Gabriel Mestre Salom, encarregat de la vigilància de les obres, varen declarar davant el jutge d'instrucció núm. 9, Enrique Morell García, que era el jutge de guàrdia. Fins al moment s'havien arrestat 18 persones, els quals van quedar en llibertat amb càrrecs excepte els dos funcionaris de la Institució Insular.
Guillem Garí Fornés, amo del conegut restaurant Es Cruce situat a la carretera MA-15, va prestar declaració en dependències policials en qualitat de testimoni el capvespre del dia 16 de març.
El mateix dia 16, una comissió judicial va visitar una finca propietat de Gabriel Mestre Salom, un funcionari designat pel Consell per supervisar les obres del desdoblament de la carretera Palma-Manacor i imputat en el sumari. Els investigadors sospiten que Mestre va poder cobrar un suborn en forma d'unes obres de millora en el tancament de la seva finca, situada segons unes fonts a Petra i confrontant amb la carretera desdoblada. Una comissió judicial va visitar aquesta propietat per fer una inspecció ocular del tancament. També en els escorcolls de les empreses relacionades amb la UTE es va buscar documentació sobre aquests treballs i la possible factura. Aquest document no va aparèixer.
El 17 de març de 2009, José Javier Navarro Alonso, cap de producció de la UTE adjudicatària de les obres de construcció de la carretera Palma-Manacor, va ser detingut i va quedar en llibertat amb càrrecs després de prestar declaració a les dependències de la Policia Nacional l'endemà. Va confirmar que dos coneguts restaurants de la carretera Palma-Manacor van regalar a la plantilla de la Unió Temporal d'Empreses (UTE) milers d'euros com a gratificació per les obres fetes al voltant dels seus locals. Aquesta mena de "aguinaldos" va ser repartits entre els empleats de la concessionària. Aquestes tasques es consideraven "extres" i van consistir en l'habilitació d'accessos, aparcaments i altres infraestructures. Va explicar que l'amo d'un d'aquests populars restaurants hauria donat "uns trenta o quaranta mil euros" en metàl·lic, diners que van ser repartits entre els treballadors de l'UTE. Segons l'imputat, va ser el seu superior, Jeroni Gutiérrez Rave de Anguera, també encausat, qui es va encarregar de distribuir "el regal" de l'hostaler. El cap de producció de la concessionària també va apuntar a un altre empresari de la restauració com la persona que va donar una suma en metàl·lic a Gabriel Mestre, el zelador de carreteres del Consell de Mallorca. Mestre hauria donat la gratificació a l'UTE i aquesta la va repartir després entre el personal. Cap dels dos industrials esmentats figura en la causa com a imputat, però almenys un d'ells sí que ha comparegut com a testimoni.
El matí del 18 de març de 2009 fou detingut el director general de Carreteres, Gonzalo Aguiar González (Unió Mallorquina) i quedà en llibertat amb càrrecs, 10 hores més tard, després de prestar declaració davant el fiscal anticorrupció Pedro Horrach.
Uns dies després, el 24 de març de 2009, Agents del Grup de Delinqüència Econòmica de la Policia Nacional i el fiscal Anticorrupció de Balears Pedro Horrach realitzaren diversos escorcolls als despatxos de tres imputats en el cas Peatge. Es tractava del director general de Carreteres, Gonzalo Aguiar, l'enginyer cap d'obres Francisco Orejudo i el zelador Gabriel Mestre. Es varen confiscar almanco dos ordinadors, com també abundant documentació. Els escorcolls foren ordenats per Ana María San José Cabero, jutgessa d'instrucció núm. 5 de Palma, que fou en la que va recaure la instrucció del Cas Peatge. Prèviament, el 20 de març, la jutgeesa havia posat en llibertat Francisco Orejudo i Gabriel Mestre. El primer quedà lliure després de pagar una fiança de 125.000 € mentre que el segon, ho feu després de pagar una quantitat de 75.000 €.
Els investigadors sospitaren que algú podia haver avisat als acusats que es produiria l'operació abans que es dugés a terme. El conseller de Turisme en el moment de les investigacions, i president d'Unió Mallorquina (UM), Miquel Nadal, va comunicar la setmana anterior a dirigents del seu partit que ell va saber amb antelació de l'Operació Peatge i va alertar el vicepresident del Consell Insular de Mallorca, i responsable insular de carreteres, Antoni Pascual Ribot. Aquest dirigent d'UM també figura com querellat en la querella de la fiscalia anticorrupció. En l'escorcoll de la seu central de l'empresa de Manacor Electro Hidràulica, integrada a la UTE Desdoblament C-715, van aparèixer damunt d'una taula de despatx uns esborranys de factures comprometedors per a l'imputat Gonzalo Aguiar, director insular de carreteres. Resulta molt estrany que aquests documents estiguessin tan a mà.
Gabriel Mestre Salom, acumulà un saldo extra d'exactament 93.153,83 euros públics per la seva nòmina en només dos anys, els dos darrers de legislatura pactada entre el PP i UM. Són el resultat dels plusos per "productivitat" i "gratificacions", la manera de cobrar les hores extres els empleats públics.
Es va crear la Plataforma Ma-15, que denunciava les expropiacions arbitràries, i recopilà els casos particulars de tots els perjudicats. Per exemple, el propietari de la Teulera Soler, hagué de tancar el seu negoci per una expropiació de 1.500 metres quadrats a la seva teulera per "defensar" el conegut restaurant "Es Cruce". No sols hagué de tancar la seva empresa, sinó que li han ocupat els terrenys d'enderrocs, li han espenyat la cisterna i només l'han indemnitzat amb 150 euros.
El zelador de carreteres del Consell de Mallorca Gabriel Mestre, un dels principals imputats, va revelar que un conegut empresari mallorquí li va donar un sobre ple de diners com a suborn, pel que sembla per la construcció d'una nova rotonda a la carretera de Palma a Manacor que li convenia al seu negoci. Va explicar després de la seva detenció pel grup de Delictes Econòmics de la Policia a mitjan març que un conegut industrial amb negocis a prop de la reformada carretera de Palma a Manacor va donar un dia un sobre dins del seu cotxe, que estava aparcat en un punt de l'esmentada via, amb les finestretes obertes. El funcionari del Consell assegura que, inicialment, es va quedar amb el sobre, però quan posteriorment va veure que contenia un munt de bitllets es va espantar. Mestre va afegir que va explicar l'intent de suborn als seus caps: l'enginyer Francisco Orejudo i el director general de Carreteres, Gonzalo Aguiar. Sempre segons la versió del zelador, els seus superiors li van dir que tornés els diners a l'empresari, cosa que va fer. Mestre va ser interrogat així sobre el motiu de l'industrial per donar-li un sobre ple de diners com suborn i si era una contraprestració per una rotonda. El zelador va respondre que en el projecte inicial figurava una rotonda a l'entrada de Vilafranca, però després d'estimar les al·legacions efectuades des de l'Ajuntament, es va canviar la seva ubicació a la sortida, en direcció Sant Joan. Els investigadors pensen que almenys un altre empresari molt conegut a tot Mallorca va pagar uns 40.000 euros a la UTE, que li va habilitar una gran esplanada al costat del seu negoci. Mestre ha reconegut que va portar un sobre amb diners d'un altre industrial als responsables de la UTE.
La jutgessa va aixecar el secret de sumari a principis de juny del 2009.
Un informe pericial aportat al sumari del cas Peatge va constatar que alguns camins i vies auxiliars, així com diversos enllaços tenen una menor amplada a la projectada. El mateix dictamen eleva el sobrecost de la nova carretera en un 18'5 per cent, passant dels 122 milions d'euros pressupostats a 145 milions d'euros. En aquest sentit el jutjat d'instrucció núm. 5 va encarregar a l'arquitecte Rafael Balaguer Galmés, pèrit judicial en altres casos de presumpta corrupció, com Andratx, la redacció d'un estudi sobre la qualitat de la nova carretera. El perit, després d'inspeccions oculars i confrontació d'abundant documentació, va concloure que l'ample dels carrils principals i vorals s'emmotlla al dissenyat: "L'amplada de la carretera respon a les seccions del projecte" i fins i tot la supera en alguns elements. No obstant això, Balaguer va descobrir que "diversos camins auxiliars i enllaços amb altres artèries" tenen una amplada que no es correspon amb el que estableix el projecte. Anticorrupció atribueix també al zelador de carreteres del Consell, Gabriel Mestre Salom, de lucrar-se personalment venent a la UTE escultures de marès fabricades per la seva empresa particular Trossos de Marès SL Aquests adorns van ser instal·lats en rotondes de la nova via i van ser adquirides a un preu desmesurat.
El 23 de juliol de 2010, Antoni Pascual Ribot, exvicepresident del Consell de Mallorca i antic responsable de l'àrea de carreteres de la institució, va declarar com a imputat. Va reconèixer que una persona li havia avisat de les corrupteles que s'estaven cometent durant la construcció del tram de Manacor, però va confessar que no li va donar cap crèdit a aquesta denúncia. Pascual fou acusat de diversos delictes. L'exvicepresident del Consell es va desmarcar de qualsevol irregularitat comesa durant el procés de construcció del tram viari i va carregar les culpes contra l'empresa concessionària, que es va encarregar de l'obra i del manteniment de la carretera. El polític d'Unió Mallorquina va explicar a la jutgessa que el Consell va atorgar l'obra a la societat Pamasa, i que després es va organitzar una UTE d'empreses per a la construcció dels desdoblaments de la carretera. Pascual també va afirmar que no sabia que l'enginyer de l'obra, Francisco Orejudo, construís una casa a uns terrenys de Búger, amb fons de la UTE, que va convertir en un centre d'interpretació de la cultura asiàtica. Tampoc sabia que la constructora havia finançat la instal·lació d'una pista de futbet i dues torres d'il·luminació en l'habitatge particular de Gabriel Mestre, el zelador del Consell Insular que tenia encomanada la revisió de l'obra pública. A Pascual també se li va preguntar sobre l'actuació de l'exdirector general de Carreteres, Gonzalo Aguiar. L'exvicepresident del Consell va defensar la tasca d'Aguiar, encara que va criticar que hagués acceptat que la UTE descarregués gratuïtament diversos camions de terra de l'obra a la finca particular de l'exdirector general de carreteres. La major part de la declaració de Pascual es va dedicar a explicar a la jutgessa els criteris que es van seguir per atorgar l'obra pública. Pascual va explicar que el Consell Insular de Mallorca no podia intervenir en les decisions que realitzava la UTE, perquè l'obra va ser concedida a l'empresa Pamasa. Va assenyalar també que en aquest tipus de construcció és habitual un desfasament econòmic.
El 22 de setembre de 2010 l'exdirector insular de Carreteres del Consell Gonzalo Aguiar (UM) reconegué davant la jutgessa del cas Peatge que obrers del desdoblament de la carretera Palma-Manacor van descarregar en una de les seves finques uns 45 camions de terra procedent d'aquestes obres. Tot i això, precisà que es tractava de la terra sobrant dels treballs i en alguns casos d'"enderrocs", i que ho va fer com un "favor" a la Unió Temporal d'Empreses (UTE) encarregada de l'actuació per així evitar els costos de traslladar les restes a un abocador. També afegí que altres veïns de la zona feren el mateix. L'imputat presentà factures del que costà després el tractament de la terra. Així mateix, fou interrogat sobre les obres que una altra de les empreses que feia feina a la carretera, Electro Hidraúlica, realitzà a casa seva i presentà les factures dels treballs.
Guillem Garí Fornés, el propietari del conegut restaurant d'Es Cruce, situat a la carretera de Manacor, va reconèixer que la UTE havia finançat la construcció d'un aparcament al costat del seu negoci. Va negar, però, que es tractés d'un regal, sinó que va ser una compensació per un terreny que li havien expropiat i pel lloguer d'un solar on es deixaven les màquines que treballaven a l'obra. En canvi, Garí va reconèixer que no havia cobrat les despeses de la celebració de la comunió de la filla del zelador d'obres del Consell Insular, que sumaven uns 2.000 euros. Segons l'auto de la jutgessa, els treballs ascendien a 354.000 euros i varen ser pagats amb dos sopars. Un menjar d'inauguració de la carretera, amb mil començals i el banquet de la primera comunió de la filla de Mestre, al qual assistiren més de 500 persones.
El 27 de setembre de 2010, José Javier Navarro Alonso, cap de producció a la UTE va declarar davant la jutgesssa que el zelador d'aquesta obra pel Consell va aconseguir treballs gratuïts a canvi de prestar la seva finca a la plantilla de les obres per fer festes. L'encausat va explicar que, per ordre del seu superior, Jeroni Gutiérrez, cap d'obres, va manar uns 60 camions amb terra sobrant a una casa de Gonzalo Aguiar, el cap de Carreteres del Consell. També es van fer treballs particulars amb mitjans humans i materials de la UTE per Gabriel Mestre, zelador de la carretera, i Francisco Orejudo, l'enginyer cap del Consell. El zelador va aconseguir que les empreses li asfaltassin el camí a la seva casa particular i li construïssin un camp de futbol, amb les seves corresponents torres d'il·luminació en aquesta finca. Mestre no va pagar res a les concessionàries, que a canvi haurien fet servir la finca del funcionari per alguns menjars i festes multitudinàries. A comissaria, Navarro va sostenir que va ser Gutiérrez qui li va ordenar les tasques a la casa de Mestre. Va explicar que les obres es van fer perquè sobrava asfalt. Navarro va afegir que no sols es va portar terra a finques d'Aguiar i Mestre, sinó també a les propietats d'una dotzena de persones més. Va indicar que a l'UTE li sortia més barat portar els camions a finques pròximes al lloc de l'obra que al lloc on l'havien de dipositar altrament, que es trobava a uns 30 quilòmetres de distància.
El 21 d'octubre de 2010 una empresària, que des de fa anys explota un conegut restaurant a la carretera de Palma a Manacor, va declarar haver patit pressions per part de dos càrrecs de la conselleria de Carreteres del Consell de Mallorca, quan era governat per UM, imputats ambdós en el sumari del cas Peatge. La jutgessa Ana María San José i el fiscal Miguel Ángel Subirán van interrogar a dos testimonis, la propietària del restaurant de carretera i un soci minoritari de la Unió Temporal d'Empreses que va resultar adjudicatària pel Consell de Mallorca. L'empresari mallorquí, que va participar amb un 5% a la UTE, va ser interrogat sobre treballs particulars efectuats en una finca de Gonzalo Aguiar, l'excap de Carreteres del Consell, imputat en el sumari. Segons Aguiar, aquests treballs van ser facturats per l'empresa i pagats per ell. La testimoni va explicar com el zelador de la carretera, Mestre i l'enginyer de Carreteres del Consell, Orejudo, tots dos encausats van pressionar perquè es prestés a corrupteles.
El 12 de gener de 2011, Mònica Florit Amengual, imputada en el cas Peatge i propietària d'un terreny a Búger en què va ser construït un temple de meditació presumptament amb fons públics destinats a l'execució del desdoblament de la carretera Palma-Manacor, va negar aquest desviament de doblers en al·legar que l'execució de les obres es varen dur a terme amb les aportacions dels socis de l'associació Pachi Tang Lang, a la qual pertany la instal·lació, que ascendien a uns 300.000 euros. En la seva declaració davant la jutgessa, l'excompanya sentimental de l'exenginyer en cap de Carreteres del Consell, Francisco Orejudo va defensar en tot moment que tot va ser pagat gràcies a les donacions dels membres de l'entitat de filosofia xinesa, procedents no només de territori nacional sinó també de països com Taiwan, la Xina i Països Baixos, cosa que va permetre realitzar la construcció. Apuntà que ella va posar de la seva butxaca uns 90.000 euros i que, a més, va demanar un préstec per 50.000 més. Altres que també participaven en el projecte, segons Florit, eren els germans i constructors Cloquell. Segons indicà, ells no pagaven donatius, però feien les obres de manera gratuïta. Florit, però, sí que els donava doblers per pagar les despeses i els proveïdors. Així mateix, el mateix dia, declarà com a imputat Cristóbal Montserrat, gerent d'una empresa de tancaments que s'encarregà de realitzar els tancaments de tota la carretera durant les obres i d'unes 150 finques afectades. Montserrat digué que va emetre factures d'uns 245 tancaments a la UTE de les obres i que cobrà prop d'1,1 milió d'euros en quatre anys. Quant al centre de meditació, Montserrat assenyalà que Orejudo es va posar en contacte amb ells perquè tancassin el perímetre de la finca. L'empresa facturà per a aquest treball 10.600 euros. El gerent remarcà que fou la UTE qui abonà la factura. Aquest fet contradiu la declaració de Florit, qui digué que tot es pagà amb els "donatius" dels socis. També va dir que s'havien efectuat reformes a la casa de Gabriel Mestre, tot i que ha manifestat que no se les va facturar, ja que van ser petites tasques, l'import de les quals ascendia "com molt" a uns 200 euros.
El 26 de gener de 2011 fou Francisco Orejudo, excap de les obres qui declarà davant la jutgessa. Insistí que els doblers que s'empraren per edificar "el santuari o temple" ubicat al terme de Búger provenien de "donacions" dels socis de l'associació Pachi Tanglang Internacional. Afegí que ell mateix hi aportà entre 80.000 i 90.000 euros i que la seva companya sentimental, Mònica Florit, també imputada, n'hi invertí 50.000 a través d'un préstec. La resta dels doblers, fins a 300.000 euros que costaren les obres, foren dipositats per diferents socis. Per desembre, el fiscal es desplaçà fins a Búger per realitzar una inspecció ocular de la construcció. A l'entrada del "santuari", es varen fer fotos d'un cartell en què constava el llistat de donants. L'excap de moviments de terra de la UTE encarregada de realitzar el desdoblament de la carretera de Palma a Manacor, Guillem Mas Rosselló, també prestà declaració el mateix dia com a imputat en el cas Peatge i afirmà que era més ràpid i més barat portar terra de les obres a finques de veïns de la zona que no transportar-la fins a l'abocador.
El 31 de gener de 2011, el responsable de seguretat i salut de la UTE, Carlos Calafat, va negar davant la jutgessa instructora del cas Peatge que hagués destinat material de les obres per a fins propis. En canvi, reconegué que, un cop havia deixat de treballar a la UTE, hi va parlar per telèfon perquè li passassin el contacte d'una persona que li pogués enviar una camionada d'aigua a la seva finca de Valldemossa. Calafat afirmà que li portaren l'aigua, però que, quan estaven a punt d'abocar-la, s'adonà que era "verdosa i feia pudor". L'imputat afegí que es va enfadar molt i va dir al transportista que se la'n tornàs, perquè no la volia en aquestes condicions. Així mateix, el mateix dia prestà declaració com a imputat un treballador autònom que es dedica al transport de materials i que va fer diferents encàrrecs per a la UTE. El transportista, José Rubio Jiménez, indicà que cada tres mesos emetia una factura d'uns 8.400 euros, en la qual s'incloïen tots els desplaçaments realitzats. Afegí que transportava material de maceta d'esquerdar.
El 17 de febrer de 2011, Larbi Machetoui, d'origen marroquí, marger d'ofici que va ser sotscontractat per la UTE va afirmar davant la jutgessa d'instrucció que Gabriel Mestre li va pagar 9.000 euros en efectiu i amb factura per diversos treballs que va realitzar al seu habitatge, i va negar així que aquestes tasques haguessin estat facturades amb diners públics com si es tractàs de treballs del desdoblament. Va relatar que la seva feina va consistir en la construcció de murs de pedra al llarg d'aquesta carretera. De fet, va asseverar que va aixecar el "70 per cent" d'aquests, el que contrastaria amb la defensa d'uns altres dos constructors imputats en la causa, els germans Cloquell, sotscontractats també per la UTE, els qui també afirmen que es van fer càrrec de la majoria d'aquestes parets. És per això que el fiscal Miguel Àngel Subirán li va insistir en si realment es va encarregar de construir aquests murs, al que Machetoui va respondre que "de gairebé tots". D'altra banda, també va ser interrogat com a encausat un empresari de Manacor, Antonio Méndez Morales, que va explicar que va aixecar murs de pedra a la finca d'Es Pagos i els va facturar a la UTE, per la qual també estava sotscontractat.
El 23 de febrer de 2011 va tocar el torn a Magdalena M.G., l'exadministrativa de la UTE. Negà que una de les dues declaracions que realitzà davant la Policia sigui seva. Aquest document, que denuncia la trama del cas Peatge, du data del 13 de març de 2009. Magdalena M. hi apunta haver realitzat fotocòpies de documents i factures de tres carpetes. La testimoni, tanmateix, negà aquests fets davant la jutgessa. Magdalena fou la persona que denuncià davant la Policia les presumptes irregularitats del cas Peatge, juntament amb el seu excompany sentimental, Gabriel Rosselló Bauzà, propietari de la pedrera Sa Taulera (Petra) que es va veure afectada per les expropiacions. La testimoni digué que fou el seu company qui veié les famoses carpetes, una vegada que l'anà a cercar a la feina, i que tots dos hi donaren un cop d'ull. En aquestes tres carpetes hi hauria factures de les obres que s'havien fet mitjançant la UTE a casa dels principals imputats en el cas.
El 9 de març de 2011 fou el seu marit, Gabriel Rosselló Bauzá, el que prestà declaració. Reafirmà que Orejudo, Mestre i Aguiar van facturar, a la UTE encarregada d'aquestes obres, diversos treballs efectuats en l'àmbit particular als seus domicilis. Segons va reconèixer, malgrat no tenir cap càrrec a la UTE, va entrar a la seu d'aquesta i va fotocopiar factures per poder després denunciar les irregularitats. Va manifestar amb referència a Orejudo que l'empresa Electro Hidràulica -pertanyent a la UTE- va dur a terme la instal·lació elèctrica del seu domicili, l'import del qual ascendia a més de 240.000 euros. Mentrestant, en relació amb Mestre, va explicar que l'asfalt del camí que portava fins a casa seva va ser facturat també a la Unió d'Empreses així com el folrat de pedra i els fanals col·locats al seu jardí i que havien de ser instal·lats a la carretera. D'altra banda, la jutge també va escoltar la declaració de dos empresaris que van explicar que havien realitzat una sèrie de pous a la carretera, van facturar i cobrar.
El 23 de març de 2011, Bartomeu Ferrer Sansó, fuster, va declarar en qualitat d'imputat davant de la jutgessa d'instrucció del cas Peatge, i va admetre que, per encàrrec de Gabriel Mestre, va col·locar unes persianes en un habitatge particular d'Algaida per import d'uns 900 euros, que van ser facturats a la UTE encarregada del desdoblament d'aquesta carretera com si es tractàs de treballs de la via. D'altra banda, també va ser interrogat el propietari del restaurant Los Melones (Vilafranca), Damià Nicolau Riera, qui es va posar en contacte amb Mestre perquè li fos asfaltada la part del camí que havia estat expropiada pels treballs de desdoblament. El cost de la feina, va asseverar, s'elevava a nou euros per metre quadrat i en va haver d'abonar uns 13.000 euros que Mestre va lliurar posteriorment a la UTE.
El mateix 23 de març, la titular del Jutjat d'Instrucció número 5, Ana San José, va decretar una fiança de responsabilitat civil que ascendia a un total de 600.000 euros per a l'exenginyer cap de Carreteres, Francisco Orejudo; a la companya sentimental d'Orejudo, Mónica Florit; els constructors Bartomeu i Sebastià Cloquell; i el cap de producció de la UTE José Javier Navarro, que haurien de fer front de forma conjunta a aquesta quantitat a fi de garantir les responsabilitats pecuniàries que puguin derivar-se de la seva presumpta implicació en els fets investigats. Les defenses dels imputats van recórrer la interlocutòria.
L'11 de maig de 2011 un matrimoni mallorquí va testificar davant la jutgessa que va donar diners per a la construcció del temple de meditació de Búger.
L'1 de juny una empresària de Taiwan, igual que altres testimonis anteriors, afirmà que el centre fou construït amb donacions dels membres de l'associació d'arts marcials, filosofia i medicina xinesa Pachi Tanglang. El fiscal Miguel Ángel Subirán considerà, en canvi, que es construí amb doblers públics desviats de l'obra de la carretera. L'executiva, que a més és representant de l'associació a Taiwan, indicà que des de 2004 hi ha donat entre 250.000 i 300.000 euros en metàl·lic. I que a vegades també utilitza dòlars. Davant l'elevada suma, el fiscal li preguntà per què no havia realitzat cap transferència bancària i ella respongué que li resultava més còmode donar els doblers en metàl·lic en qualsevol de les reunions de l'associació duites a terme a Bèlgica, als Països Baixos i també a Mallorca. Afegí que acostuma a viatjar amb quatre o cinc persones i que cadascú sol dur a damunt 10.000 euros, quantitat legal màxima que no cal declarar quan es travessa una frontera. La Fiscalia demanà la seva imputació perquè entén que hauria pogut cometre un delicte contra el canvi de divises. Així mateix, declarà un uruguaià que viu a Holanda, tot i que residí a Mallorca molts d'anys. Afirmà que ell també aportà uns 50.000 euros al centre. Tots són membres de l'associació. La jutgessa també va prendre declaració a un altre seguidor d'aquest grup, un empresari d'origen holandès, que va afirmar també que havia finançat la construcció amb uns 50.000 euros. D'altra banda, també van declarar els propietaris de dues finques ubicades als voltants de la carretera. Un d'ells va confessar que havia regalat un xot al zelador d'obres, Biel Mestre, per haver-li gestionat la reparació d'una paret. L'altre, un farmacèutic de Manacor, va confessar que havien dipositat en la seva finca més de 100 descàrregues de terra i que no havia pagat res a canvi.
El 23 de febrer de 2012, la titular del Jutjat d'Instrucció número 5, Ana San José, va donar un termini de 24 hores a l'exenginyer cap de Carreteres, Francisco Orejudo, i quatre imputats del cas Peatge, després de requerir una fiança de responsabilitat civil que ascendia a un total de 600.000 euros. La citació es va produir més d'un any després que decretés la fiança. En concret, la fiança, acordada a petició de Fiscalia, que sol·licitava un milió d'euros, va ser imposada tant a Orejudo com la seva companya sentimental, Mònica Florit, els constructors Bartomeu i Sebastià Cloquell, i el cap de producció de la UTE, José Javier Navarro. Tal com apuntava la jutgessa en el seu acte, aquests cinc inculpats van aconseguir un "acord" amb vista a aixecar amb fons públics un habitatge unifamiliar aïllat sobre un terreny propietat de Florit a Búger, tot i que els encausats defensen que es tracta d'un temple de meditació de l'associació Pachi Tanglang a la qual pertanyen, construït gràcies a les donacions dels socis d'aquesta entitat de filosofia xinesa, l'import del qual ascendiria a 300.000 euros. No obstant això, la magistrada s'empara en un peritatge que xifra el valor de l'edificació en 699.087 euros, el que fa "no creïbles" les seves al·legacions.
La jutgessa Ana San José, va demanar en una providència els mitjans tècnics i/o humans necessaris per transcriure les 27 hores de gravació de les declaracions d'aquesta causa, després que l'Audiència de Palma així ho dictés. En l'escrit, la jutgessa ordenà practicar la transcripció de les gravacions audiovisuals de les declaracions atenent a l'acte de l'Audiència en què l'obliga a fer-ho argumentant que les deficiències tècniques són "freqüents" i la reproducció d'enregistraments allarga els judicis.
La magistrada del Jutjat d'Instrucció número 5 de Palma va tancar la investigació del cas i la va traslladar a les parts per procedir a jutjar uns fets que considerava provats. Segons la jutgessa, els funcionaris i polítics del Consell de Mallorca es varen prevaler de la seva posició per desviar una part important del pressupost per a profit particular. En total, es calculà que el perjudici a l'administració pública per aquestes pràctiques va ser de 41 milions d'euros.
El cas fou el primer macrojudici de corrupció de Balears que enjudicià un jurat popular integrat per ciutadans de les Illes, amb un total de 13 acusats. La carretera estava pressupostada en 50 milions i en costà més de 90.
El testimoni ocult del cas Peatge demanà ajuda a la justícia. No era la primera vegada que li passava. Era l'any 2009 i, per no voler pagar les comissions que li demanaren almenys dues persones del departament de Carreteres del Consell, aquesta empresària recorda que va començar a rebre "tota mena de pressions". Va decidir denunciar-ho i el seu testimoni va ser un dels elements fonamentals que desencadenaren les primeres actuacions de la Fiscalia Anticorrupció. Cinc anys després de la seva col·laboració amb la justícia, la testimoni assegurà que el calvari que va viure encara no havia acabat, i per aquest motiu va tornar a acudir a la Policia i a la Fiscalia Anticorrupció per demanar protecció i ajuda, perquè se sentia "una mica abandonada", ja que continuava rebent pressions i, sobretot, tenia molts problemes al seu negoci derivats de la seva actuació en aquest cas.
Un dels arguments que algunes de les defenses dels 13 imputats exposaren per evitar que el judici fos vist per un jurat popular era que "entre línies" es podia entreveure, de la lectura dels fets, la imputació velada d'un delicte de prevaricació, que no figura en el llistat de delictes que correspon jutjar al jurat popular. Amb aquesta prevaricació "fantasma" de la qual ningú acusà, el cas hauria de passar a un tribunal de tres magistrats de l'Audiència. Curiosament, el delicte de prevaricació no s'imputà per part del ministeri fiscal a cap dels implicats en la causa del cas Peatge ni la jutgessa instructora el va recollir, en conseqüència, en la interlocutòria que donà pas, en el procediment del jurat, a la fase de judici. Els delictes que s'imputaren són els de suborn, malbaratament de cabals públics, falsificació documental i frau a l'administració. Així es va comunicar el 28 d'abril de 2014 a tots els imputats, en una vista (prèvia a la realització del judici) en la qual es concretaren les imputacions a cada implicat i les defenses feren les al·legacions i peticions de proves.

## Implicats
- Antoni Pascual Ribot (Unió Mallorquina): Exvicepresident i exconseller Executiu d'Obres Públiques i Urbanisme del Consell Insular de Mallorca.
- Gonzalo Aguiar González: Exdirector insular de Carreteres del CIM.
- Francisco Orejudo Martínez: Exenginyer cap d'obres.
- Gabriel Mestre Salom: Zelador de carreteres del Consell Insular de Mallorca.
- José Javier Navarro Alonso: Cap de producció de la UTE.
- Jeróni Gutiérrez Rave de Anguera: Cap d'obra desdoblament MA-15.
- Jaume Mascaró Martorell: Gerent Melchor Mascaró i Pamasa.
- Mònica Florit Amengual: Propietària d'un terreny a Búger en què es va construir un temple.
- Bartomeu i Sebastià Cloquell Gomila de "Germans Cloquell CB": Constructors.
- Cristóbal Martorell: Gerent d'una empresa de tancaments.
- Guillem Mas Rosselló: Excap de moviments de terra de la UTE.
- Carlos Calafat Rotger: Responsable de seguretat i salut de la UTE.
- José Rubio Jiménez: Treballador autònom que es dedica al transport de materials.
- Larbi Machetoui: Constructor subcontractat per la UTE.
- Guillem Garí Fornés: Propietari Restaurant Es Cruce.
- Antonio Méndez Morales: Empresari.
- Bartomeu Ferrer Sansó: Fuster.